# 埃格斯里特

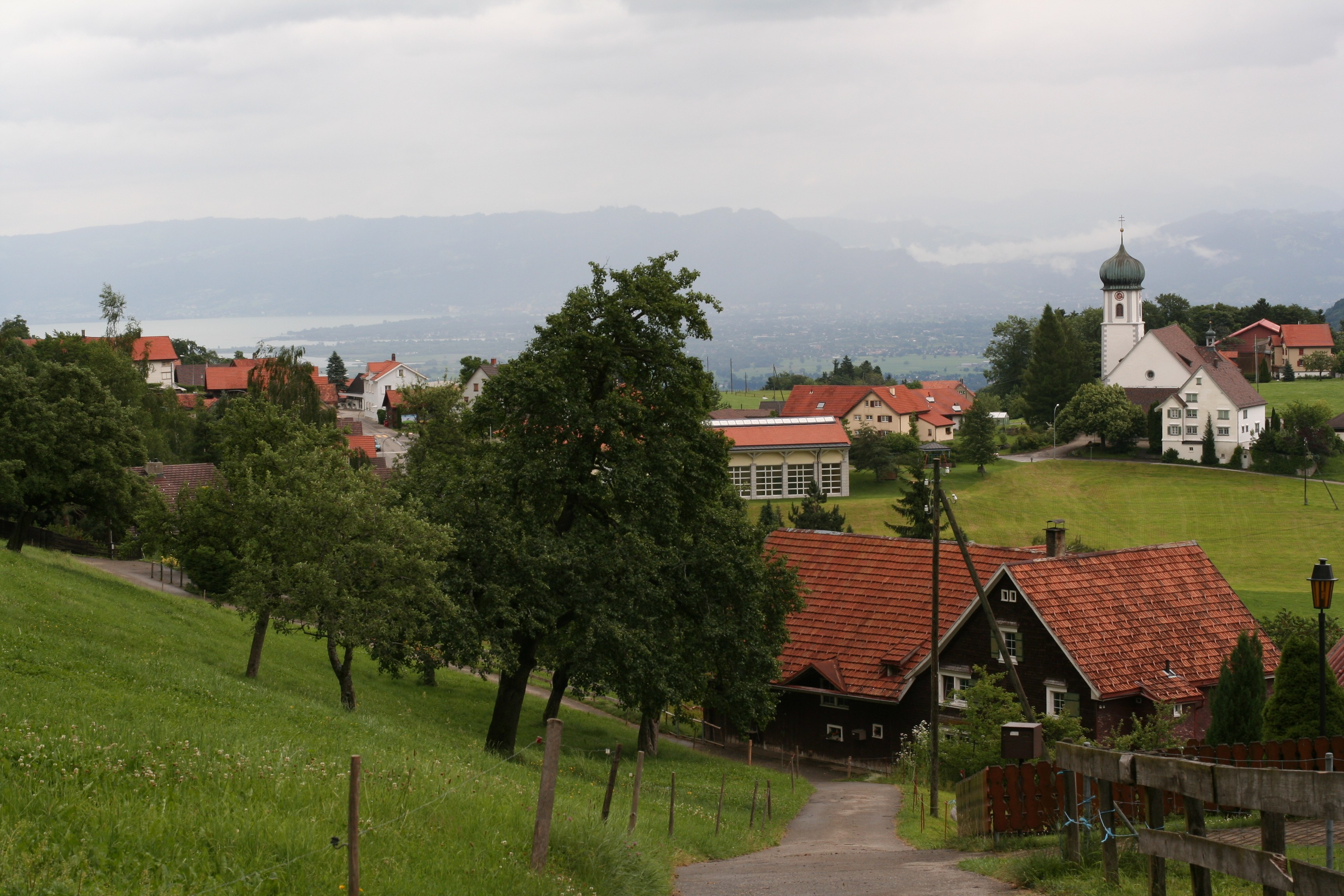

埃格斯里特是瑞士的城鎮，位於該國東北部，由聖加侖州負責管轄，面積8.9平方公里，海拔高度820米，2011年人口2,170，五成半人口信奉羅馬天主教，人口密度每平方公里244人。

## 外部連結
- Official website（页面存档备份，存于） （德文）